# Losen-Nunatak
Der Losen-Nunatak (bulgarisch Лозенски нунатак Losenski nunatak; englisch Lozen Nunatak) ist ein 440 m hoher Nunatak auf der Livingston-Insel im Archipel der Südlichen Shetlandinseln. Er ragt 1,5 km südöstlich des Kuzman Knoll und 0,9 km nordöstlich des Zograf Peak im oberen Abschnitt des Huron-Gletschers auf.
Bulgarische Wissenschaftler kartierten und benannten ihn im Zuge von Vermessungen der Tangra Mountains zwischen 2004 und 2005. Die bulgarische Kommission für Antarktische Geographische Namen benannte ihn 2005 nach einem Kloster im Westen Bulgariens.